# James Trumbull
James Hammond Trumbull (20 de desembre de 1821, Stonington, Connecticut - 5 d'agost de 1897, Hartford, Connecticut) fou un erudit i filòleg estatunidenc. El 1838 començà els seus estudis a l'Acadèmia Tracy de la Universitat Yale. Per problemes de salut no se'n pogué graduar, i el 1871 se li conferí un Legum Doctor honorífic. S'establí a Hartford (Connecticut), on ocupà diversos càrrecs: secretari assistent d'Estat entre el 1847 i 1852 i novament entre el 1858 i 1861, bibliotecari el 1854 i Secretari d'Estat de Connecticut entre el 1861 i el 1866 pel Partit Republicà dels Estats Units. Fou membre destacat de la Societat d'Història de Connecticut, que presidí del 1863 al 1889. El 1872 ingressà a l'Acadèmia Nacional de Ciències dels Estats Units. Escrigué nombroses obres d'història. També fou un expert en l'estudi de llengües natives estatunidenques.

## Obres
- Historical Notes on some Provisions of the Connecticut Statutes (1860-1861)
- The Composition of Indian Geographical Names (1870)
- The Best Methods of Studying the Indian Languages (1871)
- The True Blue Laws of Connecticut (1876)
- Indian Names of Places in Connecticut (1881)